# PeR
PeR is een muziekgroep uit Letland, bestaande uit Ralph Eilands en Edmunds Rasmanis.

## Overzicht
Zij hebben Letland vertegenwoordigd op het Eurovisiesongfestival 2013 in Zweden met het nummer Here we go. Het lied werd laatste in de tweede halve finale en ging daardoor niet door naar de finale.
2000: Brainstorm · 
2001: Arnis Mednis · 
2002: Marie N · 
2003: F.L.Y. · 
2004: Fomins & Kleins · 
2005: Valters & Kaža · 
2006: Cosmos · 
2007: Bonaparti.lv · 
2008: Pirates of the Sea · 
2009: Intars Busulis · 
2010: Aisha · 
2011: Musiqq · 
2012: Anmary · 
2013: PeR · 
2014: Aarzemnieki · 
2015: Aminata Savadogo · 
2016: Justs · 
2017: Triana Park · 
2018: Laura Rizzotto · 
2019: Carousel · 
2021: Samanta Tīna · 
2022: Citi Zēni · 
2023: Sudden Lights · 
2024: Dons · 
2025: Tautumeitas